# Fulgurodes yperanga
Fulgurodes yperanga là một loài bướm đêm trong họ Geometridae.